# Dead peer detection
Pour les articles homonymes, voir DPD.

Le Dead Peer Detection (DPD) est un mécanisme utilisé par des concentrateurs VPN IPSec pour détecter la perte de leur pair. Le Dead Peer Detection est décrit dans la RFC 3706.

## Description du DPD

### Principe
Le DPD s'appuie sur un mécanisme de type keepalive.
C'est le pair qui souhaite vérifier la disponibilité qui émet la demande :
| Pair A                |   | Pair B                |
| --------------------- | - | --------------------- |
| Initialisation du DPD | ⇔ | Initialisation du DPD |
| Test du pair B        | ⇒ |                       |
|                       | ⇐ | Réponse du pair B     |

Le pair A attend la réponse un temps t avant de tenter n-1 réémissions. Le temps t et le nombre de tentatives n sont dépendants de l'implémentation et peuvent être configurables.
Au bout de n tentatives pour lesquelles le pair A n'a pas reçu de réponse dans le temps t imparti, il considère le pair B comme injoignable.

### Description des messages émis
Cette description s'appuie sur la RFC 3706 et non sur ses implémentations.

#### Initialisation
Les deux pairs doivent envoyer leur Vendor ID (VID) afin de se déclarer aptes au DPD.

#### Question/Réponse (Hello/Ack)
Le pair A envoie une demande au pair B. Il s'agit d'un message IsaKMP NOTIFY "R-U-THERE".
Le pair B doit répondre par un message IsaKMP NOTIFY "R-U-THERE-ACK".
Ces deux messages portent le même numéro de séquence.